# Lasqueti Island
Lasqueti Island är en ö i Kanada.   Den ligger i Powell River Regional District och provinsen British Columbia, i den sydvästra delen av landet, 3 600 km väster om huvudstaden Ottawa. Arean är 74 kvadratkilometer.
Terrängen på Lasqueti Island är lite kuperad. Öns högsta punkt är 321 meter över havet. Den sträcker sig 9,7 kilometer i nord-sydlig riktning, och 15,9 kilometer i öst-västlig riktning.
I omgivningarna runt Lasqueti Island växer i huvudsak barrskog.